# Arduino
Arduino (Ардуіно) — апаратна обчислювальна платформа для аматорського конструювання, основними компонентами якої є плата мікроконтролера з елементами вводу/виводу та середовище розробки Processing/Wiring на мові програмування, що є спрощеною підмножиною C/C++. Arduino може використовуватися як для створення автономних інтерактивних об'єктів, так і підключатися до програмного забезпечення, яке виконується на комп'ютері (наприклад: Processing, Adobe Flash, Max/MSP, Pure Data, SuperCollider). Інформація про плату (малюнок друкованої плати, специфікації елементів, програмне забезпечення) знаходяться у відкритому доступі і можуть бути використані тими, хто воліє створювати плати власноруч.
Назва Arduino походить від бару в Івреа, Італія, де зустрічалися деякі із засновників проекту. Бар був названий на честь Ардуїн I, який був маркграфом Маршу Івреї та королем Італії з 1002 по 1014 роки.

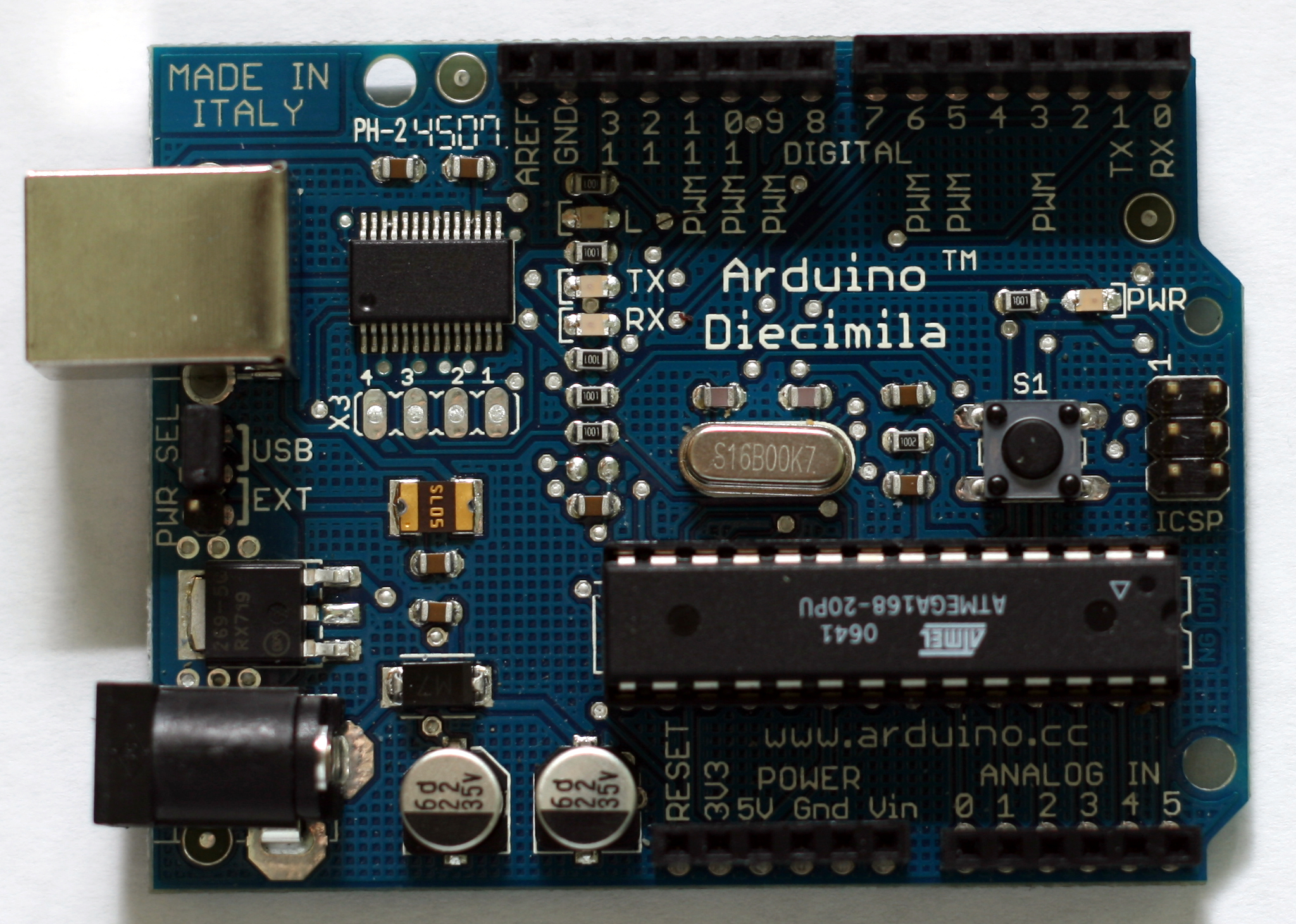
Процесорна плата Arduino Diecimila

## Опис

### Апаратна частина
Плата Arduino складається з мікроконтролера Atmel AVR, а також елементів обв’язки для програмування та інтеграції з іншими пристроями. На багатьох платах наявний лінійний стабілізатор напруги +5В або +3,3В. Тактування здійснюється на частоті 16 або 8 МГц кварцовим резонатором. У мікроконтролер записаний завантажувач (bootloader), тому зовнішній програматор не потрібен.

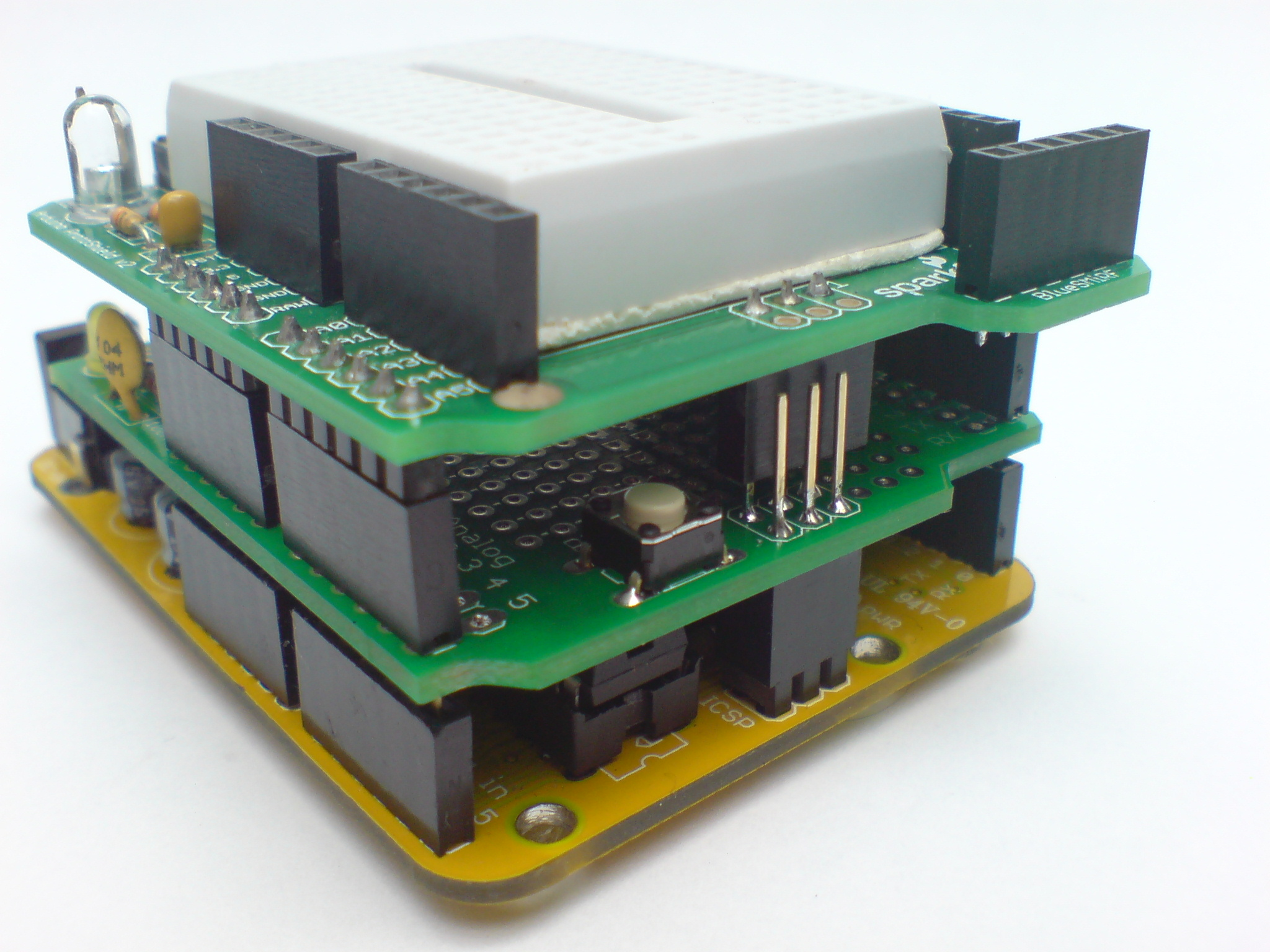
Процесорна плата Ардуіно (внизу) з платами макетування (зверху)

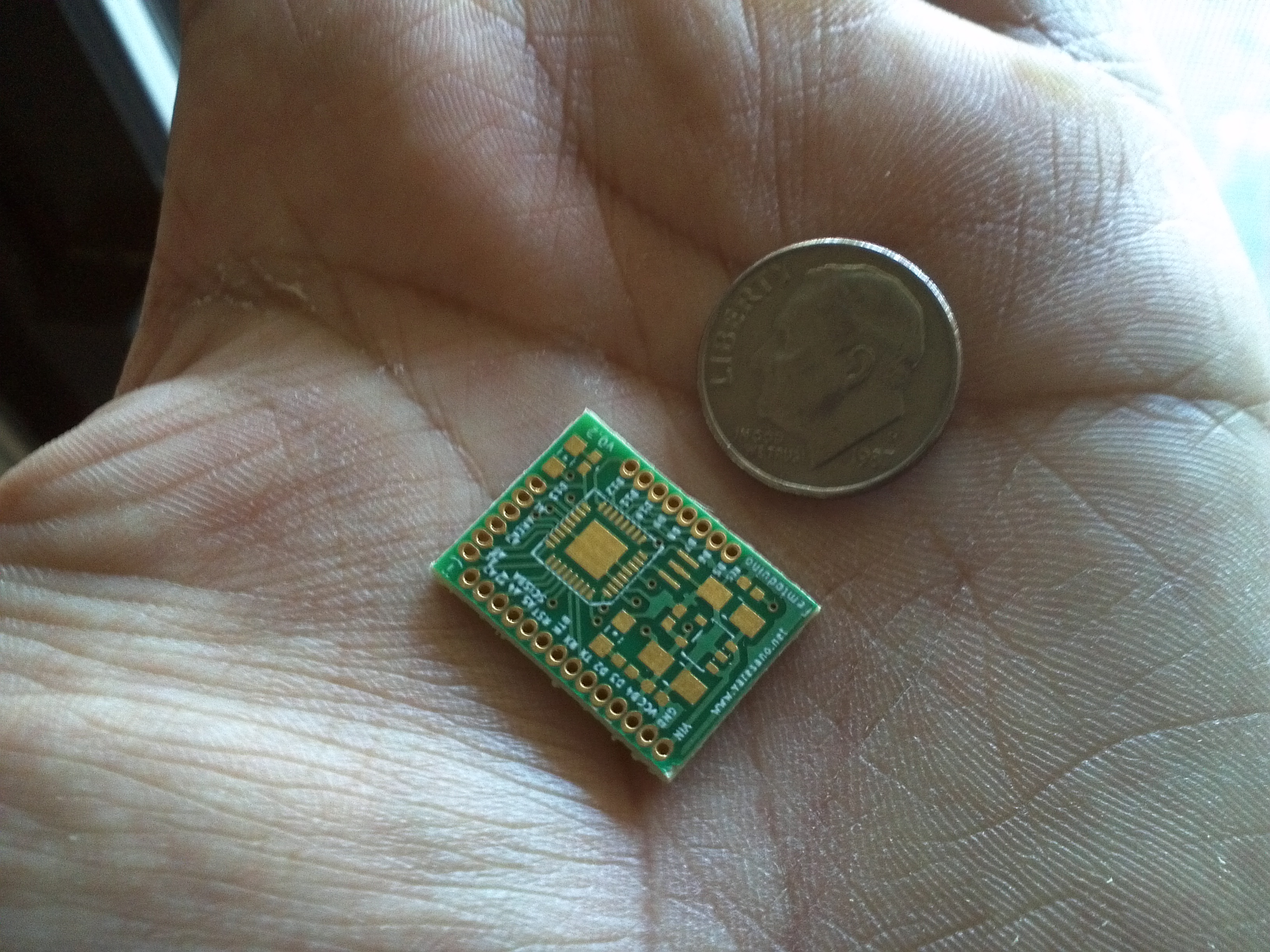
Мініатюрна процесорна плата Arduino без встановлених деталей

На концептуальному рівні усі плати програмуються через RS-232 (послідовне з’єднання), але реалізація даного способу різниться від версії до версії. Новіші плати програмуються через USB, що можливо завдяки мікросхемі конвертера USB-to-Serial FTDI FT232R. У версії платформи Arduino Uno як конвертер використовується контролер Atmega8 у SMD-корпусі. Дане рішення дозволяє програмувати конвертер таким чином, щоб платформа відразу розпізнавалася як миша, джойстик чи інший пристрій за вибором розробника зі всіма необхідними додатковими сигналами керування. У деяких варіантах, таких як Arduino Mini або неофіційній Boarduino, для програмування потрібно підключити до контролера окрему плату USB-to-Serial або кабель.
Плати Arduino дозволяють використовувати значну кількість виводів мікроконтролера як вхідні/вихідні контакти у зовнішніх схемах. Наприклад, у платі Decimila доступно 14 цифрових входів/виходів, 6 із яких можуть генерувати ШІМ сигнал, і 6 аналогових входів. Ці сигнали доступні на платі через контактні майданчики або штирові роз'єми. Також існує багато різних зовнішніх плат розширення, які називаються «shields» («щити»), які приєднуються до плати Arduino через штирові роз'єми.

### Пристрої розширення
Ардуіно та Ардуіно-сумісні плати спроєктовані таким чином, щоб їх можна було за необхідності розширювати, додаючи до пристрою нові компоненти  («shields»). Ці плати розширень підключаються до Ардуіно за допомогою встановлених на них штирових роз'ємів. Існує ряд уніфікованих плат, що допускає конструктивно жорстке з'єднання процесорної плати та плат розширення в стопку через штирові лінійки. Крім того, випускаються плати зі зменшеним  (наприклад, Nano, Lilypad) і спеціальним (для задач робототехніки) форм-фактором.
| № | зображення | зображення | призначення | назва, модель                                                     |
| - | ---------- | ---------- | --- | ----------------------------------------------------------------- |
| 1 |            |            | для зручного підключення відгалуджень та інших пристроїв                                                                                           | модуль розширення для Arduino MEGA2560, HW-857                    |
| 2 |            |            | для реалізації схем безключового або безконтактного доступу, зчитування і записування інформації на носії на кшталт чіпа або картки з радіо міткою | модуль безконтактного зчитування інформації, RFID-RC522           |
| 3 |            |            | ввод інформації в цифрові входи (DI), 16 клавіш, 8-ми контактна                                                                                    | клавіатура для введення інформації                                |
| 4 |            |            | для бездротової передачі данних від пульта до приймача через інфрачервоне випромінювання в межах прямої видимості                                  | пульт дистанційного керування з інфрачервоним передавачем, HX1838 |
| 5 |            |            | для виявлення магнітного поля по близу чутливого елемента (геркона)                                                                                | датчик магнітного поля                                            |
| 6 |            |            | для виявлення переміщення тіл в зоні дії | датчик руху, HC-SR501                                             |
| 7 |            |            | для відстеження реального часу в системі автоматизації                                                                                             | годинник реального часу, DS3231                                   |

Сторонніми виробниками випускається велика кількість всіляких датчиків і виконавчих пристроїв, котрі в тій чи іншій мірі сумісні між собою та з процесорними платами Ардуіно.
Сторонніми виробниками також випускаються набори електромеханічних елементів, орієнтованих на роботу спільно з платами Ардуіно (як правило, через спеціальні плати-«драйвери») — двигуни, електромагніти тощо.
У концепцію Ардуіно не входять корпусні чи монтажні деталі (окрім попередньо підібраних «комплектів» для розробки одного чи кількох пристроїв). Розробник обирає метод установки й механічного захисту процесорних плат та компонентів розширення самостійно.

### Моделі
| Arduino [Архівовано 5 травня 2011 у Wayback Machine.]         | Процесор | Напруга живлення | Флеш-пам'ять, КБ | EEPROM, КБ | SRAM, КБ | Двійкові входи/виходи | …з ШІМ | Аналогові входи | USB-інтерфейс | Інші інтерфейси         | Розміри, мм  |
| ------------------------------------------------------------- | --- | ---------------- | ---------------- | ---------- | -------- | --------------------- | ------ | --------------- | --- | ----------------------- | ------------ |
| ADK [Архівовано 6 червня 2012 у Wayback Machine.]             | ATmega2560 | 5 В              | 256              | 4          | 8        | 54                    | 14     | 16              | ATmega8U2 [Архівовано 1 листопада 2011 у Wayback Machine.]                                                           | MAX3421E USB хост       | 101.6 × 53.3 |
| BT (Bluetooth) [Архівовано 25 травня 2012 у Wayback Machine.] | ATmega328 [Архівовано 13 січня 2013 у Wayback Machine.]                                                            | 5 В              | 32               | 1          | 2        | 14                    | 4      | 6               | Відсутній | Bluegiga WT11 Bluetooth |              |
| Diecimila [Архівовано 24 лютого 2011 у Wayback Machine.]      | ATmega168 [Архівовано 17 січня 2012 у Wayback Machine.]                                                            | 5 В              | 16               | 0.5        | 1        | 14                    | 6      | 6               | FTDI |                         | 68.6 × 53.3  |
| Due                                                           | ATMEL SAM3U [Архівовано 16 жовтня 2019 у Wayback Machine.]                                                         |                  | 256              | 0          | 50       | 54                    | 16     | 16              | |                         |              |
| Duemilanove [Архівовано 17 вересня 2012 у Wayback Machine.]   | ATmega168/328P [Архівовано 17 січня 2012 у Wayback Machine.]                                                       | 5 В              | 16/32            | 0.5/1      | 1/2      | 14                    | 6      | 6               | FTDI |                         | 68.6 × 53.3  |
| Ethernet [Архівовано 2 червня 2012 у Wayback Machine.]        | ATmega328 [Архівовано 13 січня 2013 у Wayback Machine.]                                                            | 5 В              | 32               | 1          | 2        | 14                    | 4      | 6               | Відсутній | Wiznet Ethernet MicroSD |              |
| Fio [Архівовано 26 травня 2011 у Wayback Machine.]            | ATmega328P [Архівовано 29 січня 2012 у Wayback Machine.]                                                           | 3.3 В            | 32               | 1          | 2        | 14                    | 6      | 8               | Відсутній |                         | 40.6 × 27.9  |
| Leonardo [Архівовано 4 червня 2012 у Wayback Machine.]        | Atmega32u4 [Архівовано 26 листопада 2011 у Wayback Machine.]                                                       | 5 В              | 32               | 1          | 2        | 14                    | 6      | 12              | Atmega32u4 [Архівовано 26 листопада 2011 у Wayback Machine.]                                                         |                         | 68.6 × 53.3  |
| LilyPad [Архівовано 22 травня 2011 у Wayback Machine.]        | ATmega168V or ATmega328V                                                                                           | 2.7-5.5 В        | 16               | 0.5        | 1        | 14                    | 6      | 6               | Відсутній |                         | 50 ⌀         |
| Mega [Архівовано 30 березня 2009 у Wayback Machine.]          | ATmega1280 | 5 В              | 128              | 4          | 8        | 54                    | 14     | 16              | FTDI |                         | 101.6 × 53.3 |
| Mega2560                                                      | ATmega2560 | 5 В              | 256              | 4          | 8        | 54                    | 14     | 16              | ATmega8U2 [Архівовано 1 листопада 2011 у Wayback Machine.] ATmega16U2 [Архівовано 14 грудня 2010 у Wayback Machine.] |                         | 101.6 × 53.3 |
| Nano                                                          | ATmega168 [Архівовано 17 січня 2012 у Wayback Machine.] or ATmega328 [Архівовано 13 січня 2013 у Wayback Machine.] | 5 В              | 16/32            | 0.5/1      | 1/2      | 14                    | 6      | 8               | FTDI |                         | 43 × 18      |
| Pro Mini [Архівовано 10 травня 2017 у Wayback Machine.]       | ATmega328P [Архівовано 18 травня 2017 у Wayback Machine.]                                                          | 5 В або 3.3 В    | 32               | 1          | 2        | 14                    | 6      | 8               | FTDI | UART                    | 33 × 18      |
| Uno                                                           | ATmega328P [Архівовано 29 січня 2012 у Wayback Machine.]                                                           | 5 В              | 32               | 1          | 2        | 14                    | 6      | 6               | ATmega8U2 [Архівовано 1 листопада 2011 у Wayback Machine.] [Архівовано 14 грудня 2010 у Wayback Machine.]            |                         | 68.6 × 53.3  |
| MK-duino                                                      | ATmega8 | 5 В              |                  |            |          |                       |        |                 | [Відсутній] | [RS-232]                |              |

## Програмне забезпечення
Інтегроване середовище розробки Arduino це багатоплатформовий додаток на Java, що включає в себе редактор коду, компілятор і модуль передачі прошивки в плату. Середовище розробки засноване на мові програмування Processing та спроектоване для програмування новачками, не знайомими близько з розробкою програмного забезпечення. Мова програмування аналогічна мові Wiring. Загалом, це C++, доповнений деякими бібліотеками. Програми обробляються за допомогою препроцесора, а потім компілюються за допомогою AVR-GCC.
Програми Arduino пишуться на мові програмування C або C++. Середовище розробки Arduino поставляється разом із бібліотекою програм «Wiring» (бере початок від проекту Wiring, який дозволяє робити багато стандартних операцій вводу/виводу набагато простіше). Користувачам необхідно визначити лише дві функції для того, щоб створити програму, яка буде працювати за принципом циклічного виконання:
- setup(): функція виконується лише раз при старті програми і дозволяє задати початкові параметри
- loop(): функція виконується періодично, доки плата не буде вимкнена

Типова найпростіша програма для мікроконтролера, яка посилає команду блимати світловому діоду в середовищі Arduino, буде виглядати так:
```
#define LED_PIN 13

void
 
setup
 
()
 
{

  
pinMode
 
(
LED_PIN
,
 
OUTPUT
);
 
// Ввімкнути контакт 13 для цифрового виводу

}

void
 
loop
 
()
 
{

  
digitalWrite
 
(
LED_PIN
,
 
HIGH
);
 
// Ввімкнути світлодіод

  
delay
 
(
1000
);
 
// Зачекати одну секунду (1000 мілісекунд)

  
digitalWrite
 
(
LED_PIN
,
 
LOW
);
 
// Вимкнути світлодіод

  
delay
 
(
1000
);
 
// Зачекати одну секунду

}

```

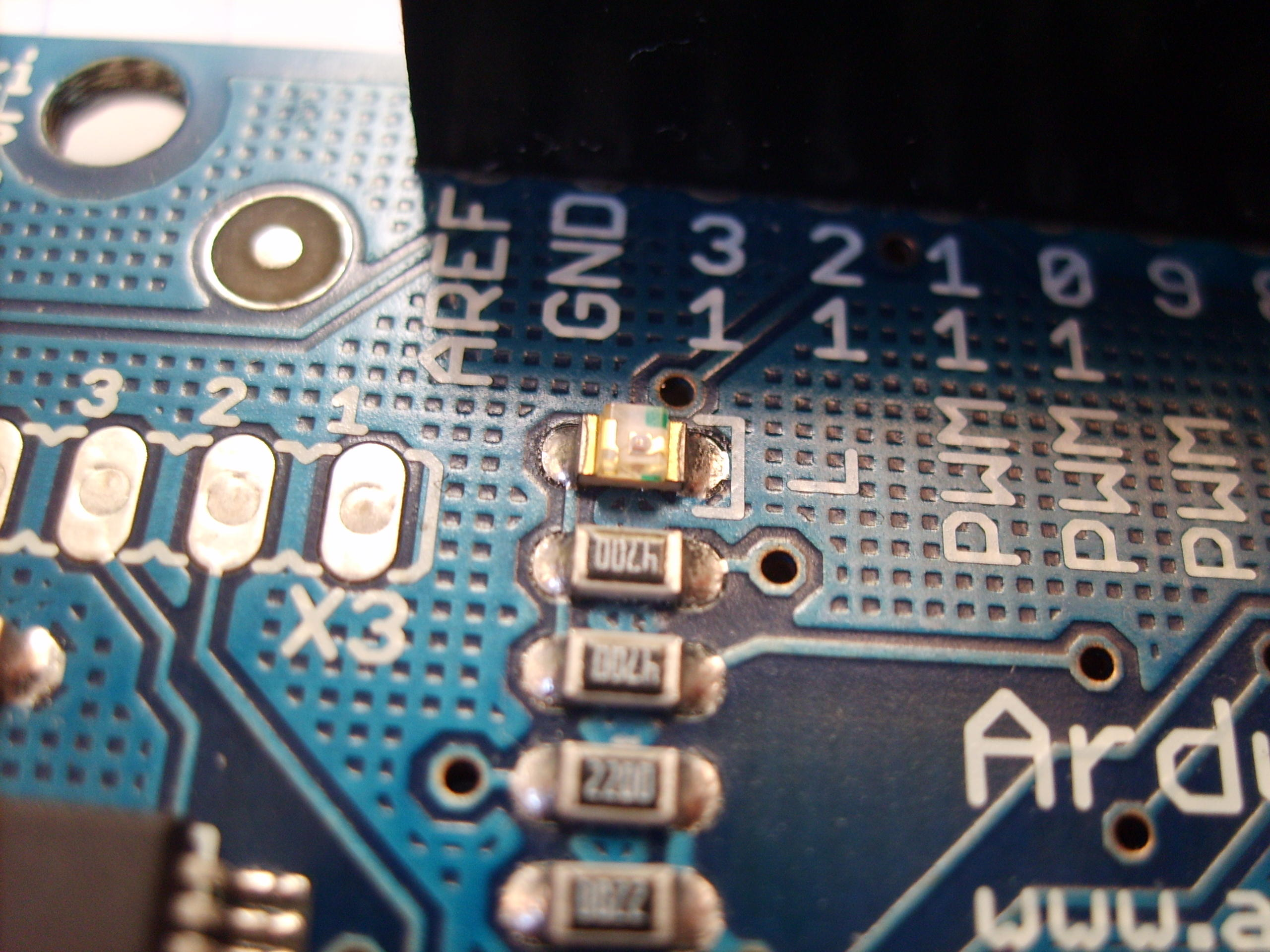
Інтегрований світлодіод (вивід 13 LED)

У прикладі програми використовується конструктивна особливість більшості плат Arduino, які мають вбудований світлодіод з резистором навантаження, підключений між 13-м контактом і землею, що є зручним для багатьох простих тестів.

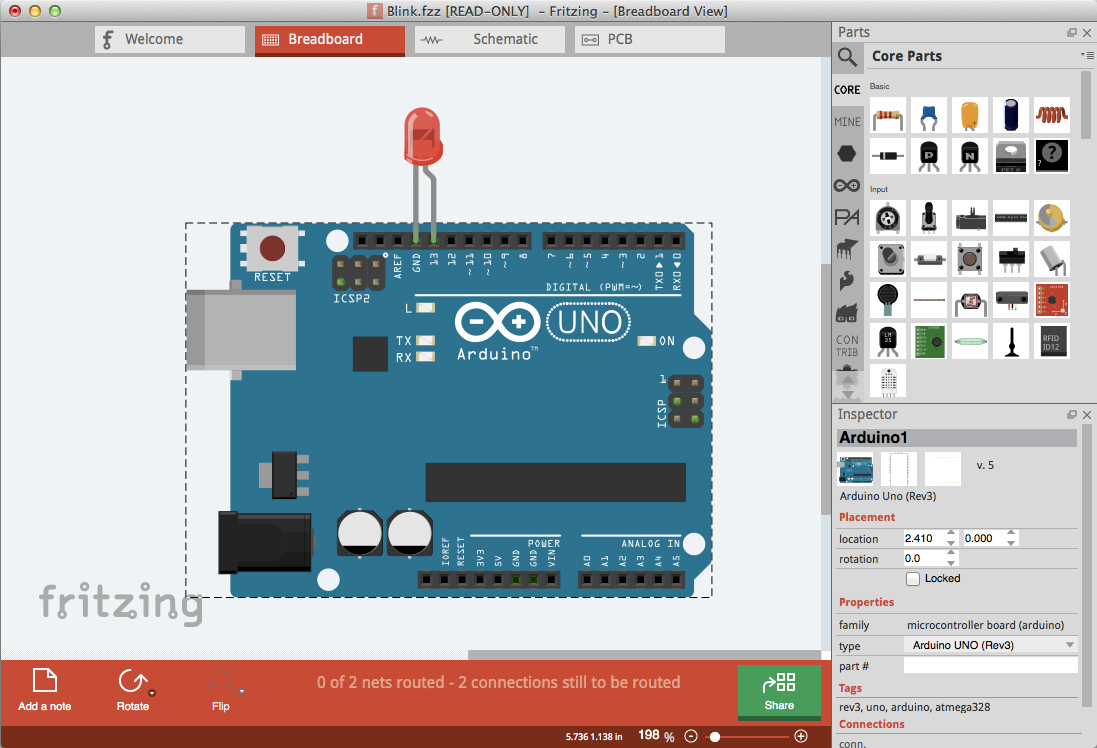
Інтерфейс програми проектування апаратного забезпечення Fritzing

## Версії плат
- Arduino Uno (R3)
- Arduino Nano
- Arduino Micro
- Arduino Due
- LilyPad Arduino Board
- Arduino Bluetooth
- Arduino Diecimila
- RedBoard Arduino Board
- Arduino Mega (R3) Board
- Arduino Leonardo Board
- Arduino Robot
- Arduino Esplora
- Arduino Pro Mic
- Arduino Ethernet
- Arduino Zero
- Fastest Arduino Board

## Системи проектування
Розробка апаратного забезпечення на базі Arduino може виконуватись в середовищі Fritzing.